# Niet-destructief onderzoek

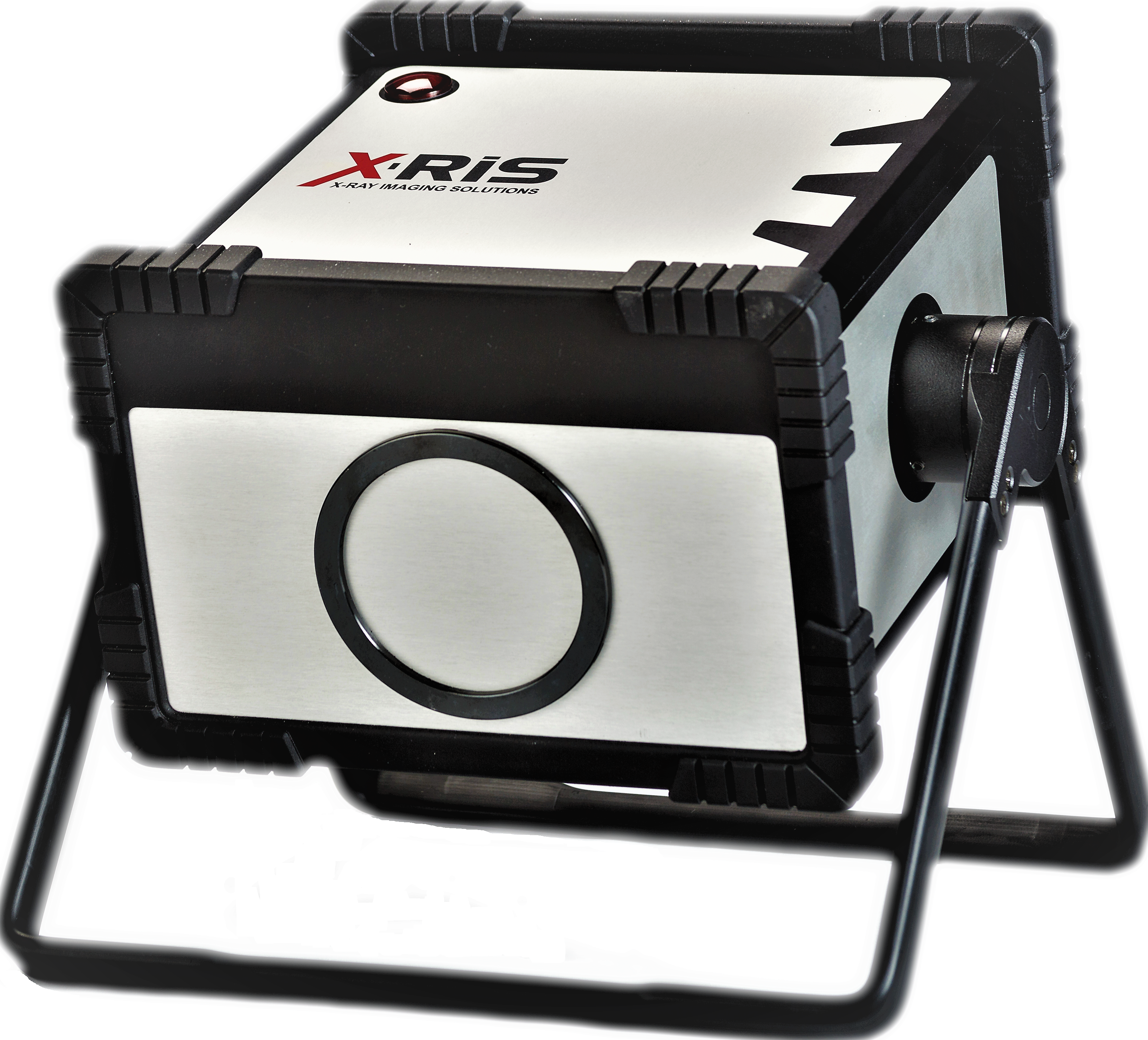
Radiografisch apparaat voor niet-destructief onderzoek.

Niet-destructief onderzoek (NDO) behelst in de materiaalkunde een aantal onderzoekstechnieken, die bedoeld zijn om de onderzoeker een indruk te geven van de kwaliteit en materiaaleigenschappen van een object of substraat, zonder dit te beschadigen. Een voorbeeld is het nemen van een röntgenfoto. Bij destructief onderzoek (DO) gaat het object verloren, bijvoorbeeld doordat men uitprobeert bij welke uitgeoefende kracht het bestookte object bezwijkt. 
In tegenstelling tot destructief onderzoek, waarbij beschadigingen van het object plaatsvinden, kan NDO op het gehele object plaatsvinden. Sinds het begin van de 20e eeuw zijn er diverse onderzoekstechnieken ontwikkeld, onder andere door de ontwikkeling van de micro-elektronica.

## NDO-technieken
De voornaamste NDO-technieken zijn:
- Visuele inspectie
- Oppervlaktescheuronderzoek
  - Magnetisch onderzoek
  - Penetrant onderzoek
- Wervelstroomonderzoek
- Ultrasoon onderzoek
- Hardheidstesten
  - Vickershardheid
  - Rockwellhardheid
  - Brinellhardheid
  - Knoop
- Radiografie
  - Röntgenbuis
  - Isotoop
- Neutrografie
- Replica
- Akoestische emissie
- Lekdetectie
- Persproef
- Thermische inspectiemethoden
- Holografische interferometrie
- Scheurdieptemetingen
- Laagdiktemetingen
- Materiaalkarakterisering
  - Positive Material Identification (PMI)
  - Optische Emissie Spectroscopie (OES)
  - Druppelproef
  - Ferrietmeting